# Massoteràpia

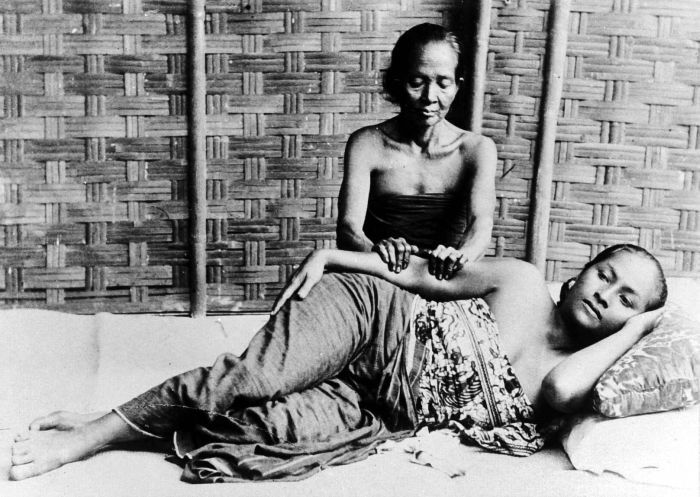
Massatge tradicional a l'illa de Java a començament del segle XX

La massoteràpia és una tècnica pròpia i integrada dins de la fisioteràpia i es pot definir com l'ús de tècniques de massatge amb fins terapèutics, açò és, per al tractament de malalties i lesions.
La massoteràpia engloba tècniques com el massatge terapèutic, el massatge transvers profund, el drenatge limfàtic manual terapèutic, l'alliberament miofascial, el massatge esportiu, el criomassatge, el massatge del teixit conjuntiu, el massatge del periosti, tècniques neuromusculars o el massatge de Dicke entre d'altres.
Entre les lesions o malalties que es poden tractar amb tècniques de massoteràpia, trobem: contractura muscular, tendinopatia, radiculopatia, limfedema, esquinç, ruptura de fibres, fractura, espasme, alteracions psicosomàtiques, atrapaments miofascials, algodistròfia simpàtica reflexa, lesions esportives, etc.
La massoteràpia sempre ha d'aplicar-se sota prescripció mèdica a les mans d'un fisioterapeuta.